# Fort Bayard (Washington, D.C.)
Pour les articles homonymes, voir Fort Bayard.
Fort Bayard était un fort de terre construit en 1861 au nord-ouest de Tenleytown dans le district de Columbia pour renforcer les défenses de la capitale des États-Unis, Washington, durant la guerre de Sécession. Le fort ne fut pas le cadre d'une bataille majeure durant le conflit et fut démantelé après la reddition de l'Armée de Virginie du Nord de Robert Lee. Nommé en hommage au général de brigade George Dashiell Bayard (en) qui fut tué lors de la bataille de Fredericksburg, le fort se situe à l'emplacement de l'actuel Boundary Park, à l'intersection de River Road et Western Avenue NW à Washington ; il est maintenu par le National Park Service. Il n'en reste aucune trace, mais un panneau commémorant son existence a été placé sur les lieux par le Park Service.